# 红曲科
红曲科（学名：Monascaceae），是散囊菌目下的一个科。

## 下属分类
- Basipetospora
- Fraseriella
- 红曲属 Monascus
- Xeromyces